# DR-Baureihe 92.60–68
In die Baureihe 92.60–68 reihte die Deutsche Reichsbahn Güterzugtenderlokomotiven mit der Achsfolge D und einer Achslast von 10 (92.60) bis 18 (92.68) Tonnen ein.

## Übersicht (unvollständig)
| DR-Betriebsnummer | ehem. Betriebsnummer                              | Bemerkung                                                                                                   |
| ----------------- | ------------------------------------------------- | --- |
| 92 6001           | Stendal-Tangermünder Eisenbahn-Gesellschaft Nr. 4 | Borsig-Konstruktion                                                                                         |
| 92 6101           | Neuhaldensleber Eisenbahn-Gesellschaft Nr. 33     | ex Neubrandenburg-Friedländer Eisenbahn-Gesellschaft, Weimar-Berka-Blankenhainer Eisenbahn, Ziedertalbahn   |
| 92 6102           | WBBE 92 0087                                      | ex Greußen-Ebeleben-Keulaer Eisenbahn (GEKE) Konstruktion von Hanomag                                       |
| 92 6103           | Ruhlaer Eisenbahn Nr. 88                          | ex GEKE Konstruktion von Hanomag                                                                            |
| 92 6104           | Stendal-Tangermünder Eisenbahn-Gesellschaft Nr. 5 | Borsig-Konstruktion                                                                                         |
| 92 6105           | Riesengebirgsbahn 3                               | |
| 92 6106           | Stendal-Tangermünder Eisenbahn-Gesellschaft Nr. 6 | Borsig-Konstruktion                                                                                         |
| 92 6176           | Hohenebra-Ebelebener Eisenbahn Nr. 380            | ELNA 3, Süddeutsche Eisenbahn-Gesellschaft (SEG)                                                            |
| 92 6201           | Stendal-Tangermünder Eisenbahn-Gesellschaft Nr. 7 | Borsig-Konstruktion                                                                                         |
| 92 6276–6277      | Prenzlauer Kreisbahnen Nr. 171 und 173            | ELNA 3, ex Bunzlauer Kleinbahn                                                                              |
| 92 6376–6377      | Prenzlauer Kreisbahnen 11 und 12                  | ELNA 6, 1931 Umbau auf Heißdampf                                                                            |
| 92 6378           | Oderbruchbahn 171                                 | ELNA 3, Baujahr 1924, ex Strausberg-Herzfelder Kleinbahn Nr. 9, später Nr. 171; 1945 an Oderbruchbahn       |
| 92 6379–6380      | Prenzlauer Kreisbahnen 13 und 14                  | ELNA 3, Baujahr 1925                                                                                        |
| 92 6381–6382      | EFE Nr. 171 und 172                               | ELNA 3 der Eberswalde-Finowfurter Eisenbahn, Baujahre 1936 und 1938, Nr. 171 (92 6381) als EFE 3" geliefert |
| 92 6383           | Oderbruchbahn 4-140                               | ELNA 6, Baujahr 1944                                                                                        |
| 92 6401           | Kleinbahnabteilung Provinzialverband Sachsen 581  | pr. T 13, ex 92 646, bei Gardelegen-Haldensleben-Weferlinger Eisenbahn eingesetzt.                          |
| 92 6476–6479      | HHE 101–104                                       | ELNA 6 Bauform Krauß, bei Halle-Hettstedter Eisenbahn-Gesellschaft eingesetzt.                              |
| 92 6480           | WBBE 91                                           | Bauform O&K, bei WBBE eingesetzt.                                                                           |
| 92 6481–6487      | ELNA 6                                            | ELNA 6, verschiedene Bahnen eingesetzt.                                                                     |
| 92 6488–6489      | LRE 182–183                                       | ELNA 6 Bauform Krauß, bei Liegnitz-Rawitscher Eisenbahn eingesetzt.                                         |
| 92 6490–6494      | ELNA 6                                            | ELNA 6 Bauform, bei verschiedenen Bahnen eingesetzt.                                                        |
| 92 6501           | HBE Nr. 15                                        | pr. T 13, ex DR 92 560, am 16. Dezember 1931 gekauft                                                        |
| 92 6502–6504      | BStB 18–20                                        | pr. T 13, ex 92 646, fabrikneu vom Hersteller erworben, bei Brandenburgische Städtebahn eingesetzt.         |
| 92 6576–6578      | BStB 15 bis 17                                    | Henschel-Konstruktion von 1916, letzte Lokomotive mit Namensbezeichnung                                     |
| 92 6579–6580      | MFWE 31–32                                        | Henschel Typ Essen, bei MFWE und WBBE eingesetzt, dort auf Heißdampf umgebaut.                              |
| 92 6581           | Kleinbahnabteilung Provinzialverband Sachsen 541  | bei Gardelegen-Haldensleben-Weferlinger Eisenbahn eingesetzt.                                               |
| 92 6582–6583      | WBBE Nr. 94–95, 92 0095                           | Bauform O&K, bei WBBE eingesetzt.                                                                           |
| 92 6584–6586      | SEG 384-386                                       | Henschel Typ Essen, bei SEG eingesetzt und dort auf Heißdampf umgebaut.                                     |
| 92 6587           | NGE 101                                           | ELNA 6 Bauform Krauß, bei Nauendorf-Gerlebogker Eisenbahn-Gesellschaft eingesetzt.                          |
| 92 6588           | Werkbahn Sperenberg T001                          | Werklokomotive der Wehrmacht für die Pionier-Versuchsanstalt Sperenberg                                     |
| 92 6676           | NGE Nr. 191                                       | ELNA 6 verstärkt, Nauendorf-Gerlebogker Eisenbahn-Gesellschaft                                              |
| 92 6776–6777      |                                                   | fehlerhaft eingereiht, siehe 92 6879–6880                                                                   |
| 92 6876–6878      | WBBE 92 0096 bis 92 0098                          | ex LBE Nr. 127II bis 129II und DR 92 435 bis 437, 1946 an WBBE 96_98                                        |
| 92 6879–6880      | HBE Nr. 18 und 19                                 | Berglokomotiven der Halberstadt-Blankenburger Eisenbahn, bis 1952 fehlerhaft als 92 6776–6777 bezeichnet    |

In verschiedene Nummernbereiche wurden zudem folgende Lokomotivtypen eingereiht:
- ELNA 3
- ELNA 6
- Preußische T 13
- Henschel Typ Essen